# Bolinus cornutus
Bolinus cornutus là một loài ốc biển săn mồi, là động vật thân mềm chân bụng sống ở biển thuộc họ Muricidae, họ ốc gai. Loài này phổ biến dọc theo bờ biển tây châu Phi nơi chúng sinh sống ở các vùng nước nông vừa. Vỏ chúng có hình như cây chùy, có gai, lớn, thường có màu nâu nhạt hoặc nâu vàng nhạt với ông xi phông.